# Bruno Vicino

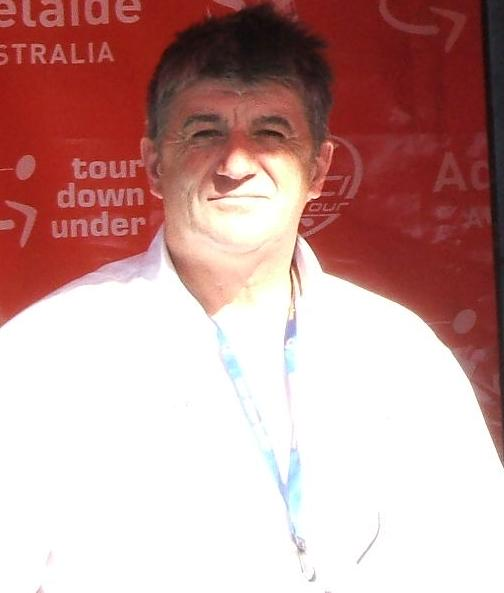
Bruno Vicino (2009)

Bruno Vicino (* 7. September 1952 in Villorba) ist ein ehemaliger italienischer Radrennfahrer, dreifacher Weltmeister und späterer Sportlicher Leiter.
1973 wurde Bruno Vicino Italienischer Straßenmeister der Amateure, als Nachfolger von Francesco Moser. Im Jahr darauf wurde er Profi. Siebenmal nahm er zwischen 1974 und 1980 am Giro d’Italia und einmal, 1975, an der Tour de France teil, jedoch ohne herausragenden Erfolg.
Mitte der 1970er Jahre spezialisierte sich Vicino auf Steherrennen. In dieser Disziplin wurde er dreimal Weltmeister (1983, 1985 und 1986) und sechsmal Italienischer Meister. 1985 wurde er Dritter bei den Europameisterschaften im Steherrennen.
1987 trat Bruno Vicino vom aktiven Radsport zurück. Von 1993 bis 2004 war er Sportlicher Leiter des Radsportteams Mercatone Uno-Saeco, seit 2005 ist er für Lampre-Farnese Vini tätig.